# プロパレオテリウム
プロパレオテリウム(Propalaeotherium)は、始新世前期のユーラシア大陸に生息した奇蹄目の絶滅した属である。

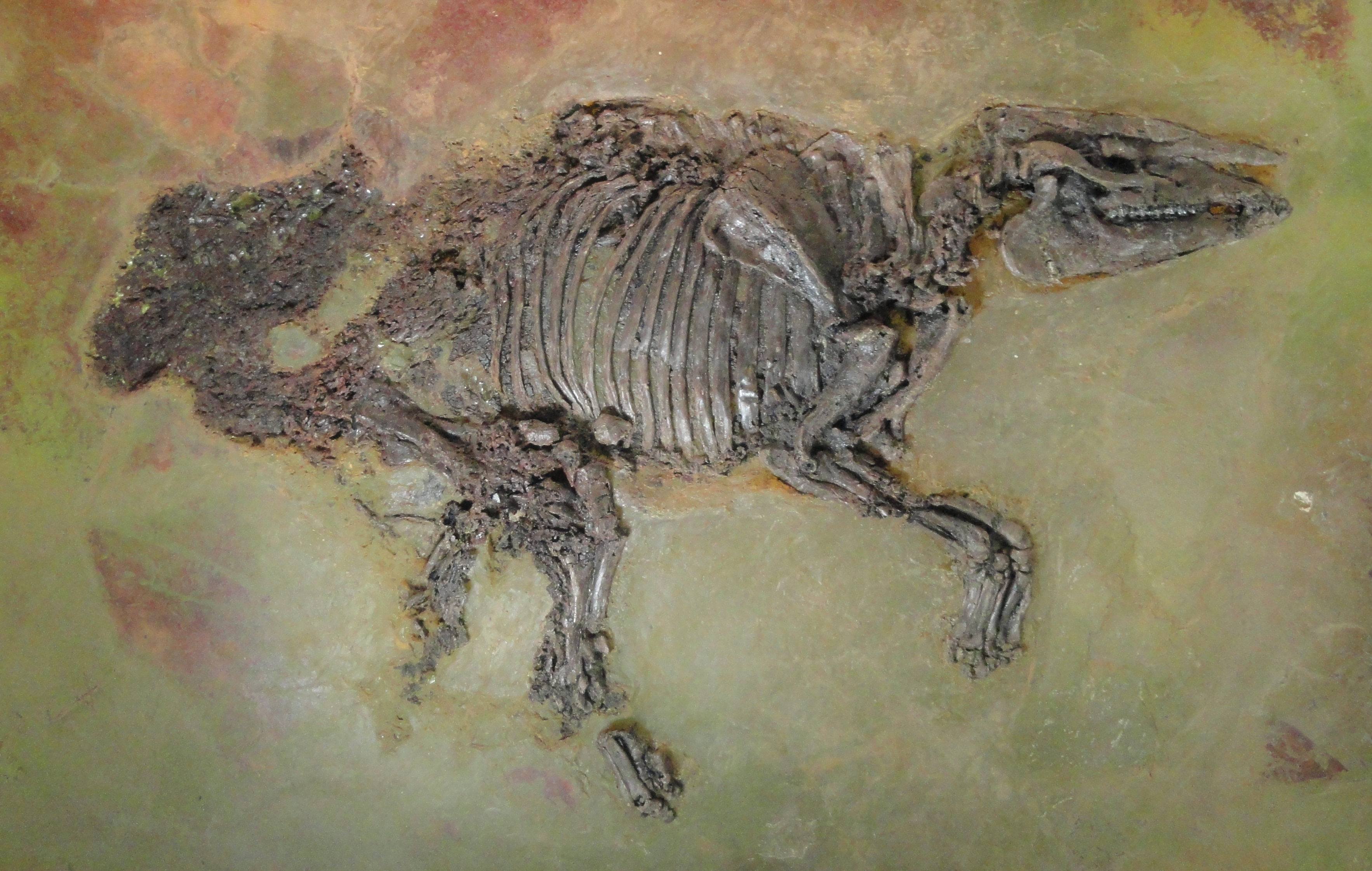
ドイツから産出した産状化石

体高は30~60cm、体重は10kgほど。容姿はバクに類似しており、森林の下層部に自生する植物を食べて暮らしていたとされている。ドイツのメッセル・ピットからは保存状態の良い産状化石も産出しているが、この時に胃の容積物も確認された化石も保存されている。
パレオテリウム科は4500万年前に絶滅している。詳細な理由は不明であるが、気候の乾燥による草原の出現が自然淘汰を促したのではないかとされている。